# Enola Holmes (pel·lícula)
Enola Holmes és una pel·lícula de misteri basada en la sèrie de llibres del mateix nom de Nancy Springer. La pel·lícula, que se centra en la germana adolescent del famós Sherlock Holmes, està dirigida per Harry Bradbeer i escrita per Jack Thorne. Millie Bobby Brown n'és la protagonista i també productora. Henry Cavill, Sam Claflin, Adeel Akhtar, Fiona Shaw, Frances de la Tour, Louis Partridge, Susie Wokoma i Helena Bonham Carter hi interpreten papers secundaris. S'ha subtitulat al català.
Es va estrenar el 23 de setembre de 2020 a Netflix.

## Premissa
Enola Holmes, la germana petita dels cèlebres Sherlock i Mycroft Holmes, s'embarca en una cerca per trobar la seva mare perduda.

## Context històric
Enola Holmes es desenvolupa a la Gran Bretanya de finals del segle xix, entre 1898 y 1899. Tot i tenir gran part de ficció, aquesta pel·lícula tracta fets històrics reals com per exemple el projecte de La Llei de Reforma que s'estava duent a terme el 1884, el qual permetria el vot a més homes, o el moviment sufragista. De fet, en els primers minuts de pel·lícula ja es comença a revelar que Eudoria Holmes (mare d'Enola, Sherlock i Mycroft) és militant del grup sufragista radical de les suffragettes. Concretament, això es fa entendre a l'escena en la qual Enola veu que a casa seva s'està duent a terme una reunió on diverses dones discuteixen algun afer secret, ja que deixen de parlar quan ella apareix, i totes elles porten una cinta lila pinçada a la roba (color associat a les sufragistes). A més a més, Mycroft, un dels fills d'Eudoria, sovint la descriu com una dona perillosa i salvatge, adjectius que sovint s'utilitzaven per descriure a les suffragettes.
Posteriorment, quan la mare d'Enola desapareix, la protagonista decideix anar a Londres per buscar-la, ja que ella vivia a una zona rural. Quan arriba a la capital britànica topa amb un grup de ciutadans de classe mitjana/baixa que estan protestant per la reforma política (històricament la Llei de reforma va tenir lloc l'any 1832), perquè no tots els homes podien votar i un dels participants diu: "Sense aquesta reforma el país no és nostre, és d'ells", referint-se als homes amb poder. L'escena posterior mostra l'opinió d'un home de classe alta. Mycroft Holmes està llegint el diari quan veu la notícia de la reforma i opina que: "Si hi ha una cosa que aquest país no necessita, són més votants analfabets".
La pel·lícula continua i Enola segueix la seva aventura amb l'única pista que té, l'adreça a la qual la seva mare acostumava a escriure cartes. Quan es mostra el pla de la carta es pot observar escrita la següent direcció: Edith Graystone. The tea rooms, Elise Street, East London. Un cop arriba a la destinació, Enola entra en un saló de te on hi ha dones prenen te, parlant i llegint. De sobte sent uns sorolls que provenen de dalt i quan puja es troba un grup de dones entrenant jiu jitsu. Històricament, les tea rooms eren espais segurs que permetien que les dones expressessin els seus pensaments i discutissin sobre política amb llibertat i amb el temps es van convertir en punts de reunió per les suffragettes. Tot i no haver-hi cap registre que demostri que a la part superior dels salons de te es feien classes de jiu jitsu, aquest art marcial està molt arrelada a la lluita sufragista. De fet, una de les dones que està practicant jiu jitsu, Edith Graystone (Susie Wokoma), no és fictici, sinó que està basat en una suffragette, Edith Margaret Garrud. Aquesta dona va ser una de les primeres instructores professionals d'arts marcials del món occidental i va formar la unitat de guardaespatlles de la Unió Social i Política de les Dones (WSPU) en tècniques d'autodefensa jiu jitsu.
A continuació, a partir d'un record, Enola arribar a Limehouse lane, un amagatall ple amb tota mena de material explosiu. Allà també troba una pila de flyers publicitant un míting públic pel vot de les dones i un fullet amb la inscripció «Societat Nacional de Manchester pel Sufragi de la Dona». Les oradores que es nomenen són; Amie Hicks, Gwyneth Vaughan i Margaret McMillan. Aquests tres noms no són aleatoris, aquestes tres dones van existir i van ajudar a lluitar per la causa sufragista.
Seguidament, en una escena Sherlock Holmes i Edith Graystone mantenen una conversa al saló de te. Sherlock intenta extreure-li informació per saber el parador de la seva mare i la seva germana i recorda a Graystone que ell té el poder d'avisar els seus amics del Govern perquè vinguin a donar una ullada al seu establiment i a les estanteries plenes de llibres prohibits. Fa aquesta amenaça, perquè com les tea rooms s'utilitzaven com a sales de reunió on les dones discutien sobre política i guardaven llibres que parlaven del feminisme i els drets de les dones suposaven una gran amenaça pel govern. Mentre continuen la discussió Graystone li pregunta per quin motiu no li interessa la política, al que Sherlock respon que l'aborreix. És aleshores quan Edith diu la següent frase: "Vostè no té gens d'interès a canviar un món en el qual encaixa tan bé." Sherlock respon dient: "Bonic discurs." Greystone respon: "un que fa por". Amb això Edith està fent referència a la posició d'inferioritat en la qual es trobaven les dones i l'escassetat de drets que tenien que els impedien fer moltes coses, com ara votar.
Paral·lelament, Enola comença a investigar el cas del vescomte Tewksbury (Louis Patridge), el qual algú ha ordenat la seva mort. Mentre llegeix un diari Enola, veu una notícia que parla sobre la llei de reforma on diu "cada vot compte". En aquell moment, Enola entén que el motiu pel qual han ordenat la seva mort és perquè el vot a favor de la reforma del jove Tewksbury a la Cambra dels Lords seria definitiu per aprovar la llei. D'aquesta manera tots els homes aconseguirien el vot i aquest canvi no interessava a la monarquia. Finalment, la protagonista aconsegueix salvar a Tewksbury i gràcies al seu vot a favor la llei de reforma és acceptada. Tot i que el cas d'aquest personatge és fictici, sí que és cert que l'any 1884 es va acceptar La Llei de Reforma que estenia el dret a vot a més homes. Encara que aquest canvi no va ajudar directament a les sufragistes sí que va facilitar-los més el camí.
La pel·lícula acaba amb la visita que la mare d'Enola li fa a la seva pensió. Allà Eudoria Holmes li explica que no podia dir-li on anava perquè podia ser perillós, i li confessa que va desaparèixer per lluitar, perquè no suportava que aquest món fos el futur per a la seva filla. És en aquest moment quan Eudoria diu una frase referint-se a la militància del moviment sufragista: "Has de fer soroll, si vols que t'escoltin". Les suffragettes eren conegudes pels seus actes vandàlics per cridar l'atenció a la causa sufragista.

## Repartiment
- Millie Bobby Brown com a Enola Holmes, la germana més petita de la cèlebre família Holmes. És extremadament intel·ligent, observadora i perspicaç i desafia les normes socials de l'època per a les dones. La seva mare li ha ensenyat des d'escacs a jujutsu i li ha fet llegir de tot. Malgrat que no es porta bé amb el seu germà gran Mycroft, estableix un lligam estret amb Sherlock.
- Henry Cavill com a Sherlock Holmes, germà mitjà dels germans Holmes. És un detectiu privat extremadament intel·ligent amb habilitats d'observació impressionats, molt procliu a resoldre misteris.
- Sam Claflin com a Mycroft Holmes, germà gran dels germans Holmes i tutor legal d'Enola. És una mica fred cap a Enola i està determinat que acabi la seva educació i esdevingui una dama com cal de la societat victoriana.
- Helena Bonham Carter com a Eudoria Holmes, matriarca de la família Holmes. És excèntrica, un esperit lliure i inconvencional i educa la seva filla Enola perquè busqui el seu propi camí i no el que els altres li imposin i perquè redefineixi el que significa ser una dona a la societat.
- Louis Partridge com a Tewkesbury, jove aristòcrata que fuig de la seva família.
- Burn Gorman com a Linthorn, sequaç.
- Adeel Akhtar com a Lestrade, inspector de Scotland Yard.
- Susie Wokoma com a Edith, amiga d'Eudoria Holmes.
- Hattie Morahan com a Lady Tewkesbury, mare de Tewkesbury.
- David Bamber com a Sir Whimbrel, oncle de Tewskesbury.
- Fiona Shaw com a Srta. Harrison, directora d'una acadèmia per a senyoretes.
- Frances de la Tour com a la vídua, àvia de Tewkesbury.
- Claire Rushbrook com a Sra. Lane, majordoma de la família Holmes.

## Producció
El febrer de 2019, una adptació de la sèrie de llibres de Nancy Springer The Enola Holmes Mysteries estava en desenvolupament a Legendary Pictures, amb Millie Bobby Brown com a productora i estrella protagonista i amb Hary Bradbeer com a director. Brown havia llegit els llibres amb la seva germana gran Paige i va voler interpretar immediatament Enola, però encara no era prou gran per interpretar un personatge de setze anys. Després li va dir al seu pare que haurien de fer-ne una pel·lícula i es va aliar amb Legendary Pictures, amb qui havia treballat prèviament a Godzilla. Va discutir amb el guionista Jack Thorne com volia trencar la quarta paret.
El juny de 2019 es van unir al repartiment Henry Cavill, Helena Bonham Carter, Adeel Akhtar i Fiona Shaw. El mes següent va començar-ne el rodatge a Londres i es van unir al repartiment Sam Claflin, Louis Partridge, Susie Wokoma i Burn Gorman. També es va rodar a Luton Hoo a Bedfordshire. Les escenes del tren es van gravar a l'estació d'Arley i de Kidderminster Town i al pont Victòria de la línia de la Vall del Severn, a Worcestershire. La residència familiar dels Holmes, Ferndell Hall, es va rodar a Benthall Hall a Shropshire. La hisenda de Conan Doyle va presentar una denúncia contra Netflix argumentat que violava els drets d'autor per representar Sherlock Holmes tenint emocions, un aspecte del caràcter que argueixen que no forma part del domini públic perquè només va tenir emocions en història publicades entre el 1923 i el 1927, els drets d'autor de les quals encara són de la hisenda.

### Banda sonora
El juliol de 2019 Daniel Pemberton va ser contractat per fer-ne la banda sonora, que es va estrenar el 18 de setembre de 2020.

## Estrena
L'abril de 2020 Netflix en va adquirir els drets de distribució en comptes de l'estrena als cinemes per Warner Bros. Pictures a causa de la pandèmia per coronavirus. La pel·lícula es va estrenar el 23 de setembre de 2020.

## Seqüela
El setembre de 2020, la productora i actriu Millie Bobby Brown i el director Harry Bradbeer van expressar la intenció de fer-ne una seqüela.